# Coppa Italia 2010-2011 (hockey su ghiaccio)
La Coppa Italia 2010-2011 di hockey su ghiaccio è la 15ª edizione del trofeo.

## Formula
Al tabellone principale accedono 4 squadre: tre di serie A ed una di serie A2. Si qualificano le prime tre classificate al termine del primo girone di andata e ritorno di serie A, e la prima classificata al termine del primo girone di andata e ritorno di serie A2.
La final four con semifinali e finale in gara secca, si è tenuta il 22 e 23 gennaio 2011, al Palaonda di Bolzano, come annunciato dalla LIHG il 26 dicembre 2010.

## Qualificazione

### Serie A
Si sono qualificate le tre squadre altoatesine: l'HC Val Pusteria primo classificato, mentre il Bolzano ed il Renon si sono qualificate a scapito dell'HC Valpellice, pur avendo gli stessi punti, in virtù della migliore classifica avulsa.
|  | Pos. | Squadra       | Pt | G  | V  | VOT | POT | P  | GF | GS | DR  |
|  | ---- | ------------- | -- | -- | -- | --- | --- | -- | -- | -- | --- |
|  | 1.   | Val Pusteria  | 41 | 16 | 13 | 1   | 0   | 2  | 68 | 48 | +20 |
|  | 2.   | Bolzano       | 33 | 16 | 10 | 1   | 1   | 4  | 62 | 38 | +24 |
|  | 3.   | Ritten-Renon  | 33 | 16 | 9  | 3   | 0   | 4  | 58 | 38 | +20 |
|  | 4.   | Valpellice    | 33 | 16 | 10 | 0   | 3   | 3  | 65 | 42 | +23 |
|  | 5.   | Asiago        | 29 | 16 | 9  | 1   | 0   | 6  | 52 | 44 | +8  |
|  | 6.   | Pontebba      | 18 | 16 | 5  | 0   | 3   | 8  | 40 | 56 | -16 |
|  | 7.   | Alleghe       | 13 | 16 | 4  | 0   | 1   | 11 | 40 | 66 | -26 |
|  | 8.   | Fassa Falcons | 13 | 16 | 3  | 2   | 0   | 11 | 45 | 59 | -14 |
|  | 9.   | Ritten-Renon  | 3  | 16 | 0  | 1   | 1   | 14 | 25 | 64 | -39 |

Legenda:

      Ammesse alla Coppa Italia
Note:

Tre punti a vittoria, due punti a vittoria dopo overtime o rigori, un punto a sconfitta dopo overtime o rigori, zero a sconfitta.

#### Classifica avulsa
| Pos. | Squadra      | Pt | G | V | VOT | POT | P | GF | GS | DR |
| ---- | ------------ | -- | - | - | --- | --- | - | -- | -- | -- |
| 1.   | Bolzano      | 7  | 4 | 1 | 2   | 0   | 1 | 13 | 14 | -1 |
| 2.   | Ritten-Renon | 6  | 4 | 1 | 1   | 1   | 1 | 13 | 11 | +2 |
| 3.   | Valpellice   | 5  | 4 | 1 | 0   | 2   | 1 | 12 | 13 | -1 |

Legenda:

      Ammesse alla Coppa Italia

### Serie A2
La squadra a raggiungere la qualificazione è stata, con una giornata d'anticipo, l'HC Gardena.
| Pos. | Squadra          | Pt | G  | V  | VOT | POT | P  | GF | GS  | DR   |
| ---- | ---------------- | -- | -- | -- | --- | --- | -- | -- | --- | ---- |
| 1.   | Gherdëina        | 38 | 16 | 12 | 1   | 0   | 3  | 94 | 46  | +48  |
| 2.   | Vipiteno Broncos | 32 | 16 | 10 | 0   | 2   | 4  | 66 | 39  | +27  |
| 3.   | Neumarkt-Egna    | 30 | 16 | 9  | 1   | 1   | 5  | 74 | 53  | +21  |
| 4.   | Milano Rossoblu  | 28 | 16 | 9  | 0   | 1   | 6  | 74 | 53  | +21  |
| 5.   | Merano Junior    | 25 | 16 | 7  | 2   | 0   | 7  | 53 | 56  | -3   |
| 6.   | Eppan-Appiano    | 24 | 16 | 7  | 1   | 1   | 7  | 64 | 52  | -12  |
| 7.   | Real Torino      | 20 | 16 | 6  | 1   | 0   | 9  | 61 | 66  | -5   |
| 8.   | Kaltern-Caldaro  | 19 | 16 | 6  | 0   | 1   | 9  | 44 | 59  | -15  |
| 9.   | EV Bozen         | 0  | 16 | 0  | 0   | 0   | 16 | 23 | 129 | -106 |

Legenda:

      Ammesse alla Coppa Italia
Note:

Tre punti a vittoria, due punti a vittoria dopo overtime o rigori, un punto a sconfitta dopo overtime o rigori, zero a sconfitta.

## Tabellone
|  | Semifinali | Semifinali   | Semifinali |              |    | Finale       | Finale | Finale |  |
|  |            |              |            |              |    |              |        |        |  |
|  | 1A         | Val Pusteria | 8          |              |    |              |        |        |  |
|  | 1A         | Val Pusteria | 8          |              |    |              |        |        |  |
|  | 1A2        | Gherdëina    | 2          |              |    |              |        |        |  |
|  | 1A2        | Gherdëina    | 2          |              | 1A | Val Pusteria | 6      |        |  |
|  |            |              |            |              | 1A | Val Pusteria | 6      |        |  |
|  |            |              | 3A         | Ritten-Renon | 1  |              |        |        |  |
|  | 2A         | Bolzano      | 3A         | Ritten-Renon | 1  | 2            |        |        |  |
|  | 2A         | Bolzano      |            |              |    |              |        |        |  |
|  | 3A         | Ritten-Renon | 5          |              |    |              |        |        |  |

## Final Four

### Semifinali
| Arbitro: | Pietro Gagliardi, Luca Cassol |

| |           |                                                                               |
| J. Jensen 01:18 J. Jensen (J. Cullen) 06:03 R. Sirianni (M. Kelly) 17:41 R. Sirianni (M. Kelly, C. Willeit) 25:43 R. Sirianni (M. Oberrauch, T. Desmet) 30:34 T. Desmet (R. Sirianni) 36:37 J. Jensen (A. Frei, T. Pichler) 42:22 F. Persson (T. Desmet, R. Sirianni) 55:47 | Marcatori | 12:54 P. Wallenberg (G. Watson) 47:45 J. Bourassa (J. Schaafsma, P. Campbell) |

| Arbitro: | Fabio Lottaroli, Karel Metelka |

|                                                           |           | |
| G. Scandella (M. Souza, M. Insam) 31:38 M. Lehtinen 50:14 | Marcatori | 28:45 L. Ansoldi (K. Baker) 41:41 M. Rasom (I. Gruber) 52:54 T. Spinell (N. Dechenes) 54:43 M. Hafner (K. Baker, R. Watson) 57:55 E. Scelfo (M. Fauster) |

### Finale
| Arbitro: | Glauco Colcuc, Luca Cassol |

| |           |                                         |
| J. Cullen 04:53 R. Sirianni 22:43 J. Cullen (P. Bona, A. Helfer) 23:03 R. Sirianni (M. Oberrauch, J. Cullen) 34:49 M. Oberrauch (T. Desmet, R. Sirianni) 52:19 N. DiCasmirro (T. Pichler) 59:00 | Marcatori | 11:25 K. Baker (K. Ploner, L. Daccordo) |

## Verdetti
- Vincitrice Coppa Italia:  Hockey Club Val Pusteria

L'Hockey Club Val Pusteria vince la sua prima Coppa Italia, che è il primo trofeo in assoluto per la squadra pusterese.
| Campioni della Coppa Italia 2010-2011 HC Val Pusteria | Portieri: Hannes Hopfgartner, Mikko Strömberg Difensori: Fredrik Persson, Armin Hofer, Christian Willeit, Daniel Glira, Matt Kelly, Armin Helfer (A) Attaccanti: Max Oberrauch, Lukas Tauber, Joe Jensen, Alex Frei, Thomas Pichler (C), Patrick Bona, Lynn Loyns, Joe Cullen, Nate DiCasmirro, Taggart Desmet (A), Robert Sirianni, Christian Mair Staff Tecnico: Stefan Mair (Allenatore), Teppo Kivelä (Ass. allenatore) |